# Aeroportul San Blas
Aeroportul San Blas (IATA: CTE) este un aeroport din Guna Yala, Panama ce deservește zona Cartí Sugdupu⁠(d).
Situat la o altitudine de 5 m, aeroportul dispune de o singură pistă.